# Al Taawoun FC
Al-Taawoun (Arabisch: التعاون, letterlijke vertaling: Medewerking), ook wel bekend als Al-Tawen, is een voetbalclub uit Buraidah, Saoedi-Arabië en speelt in de hoogste voetbaldivisie van dat land; de Saudi Professional League. De club werd in 1956 opgericht onder de naam Al-Shabab. In 2019 won Al-Taawoun voor het eerst in de clubhistorie de King Cup (een equivalent van de KNVB Beker), waarin de finale met 1–2 werd gewonnen van Ittihad Club.

## Erelijst
- King Cup: 2019
- Saudi First Division: 1997
- Saudi Second Division: 1978
- Prince Faisal bin Fahd Cup voor First en Second Division-teams: 1997, 2001, 2008, 2009